# Epithelantha micromeris
Epithelantha micromeris là một loài thực vật có hoa trong họ Cactaceae. Loài này được (Engelm.) F.A.C.Weber ex Britton & Rose mô tả khoa học đầu tiên năm 1922.

## Hình ảnh

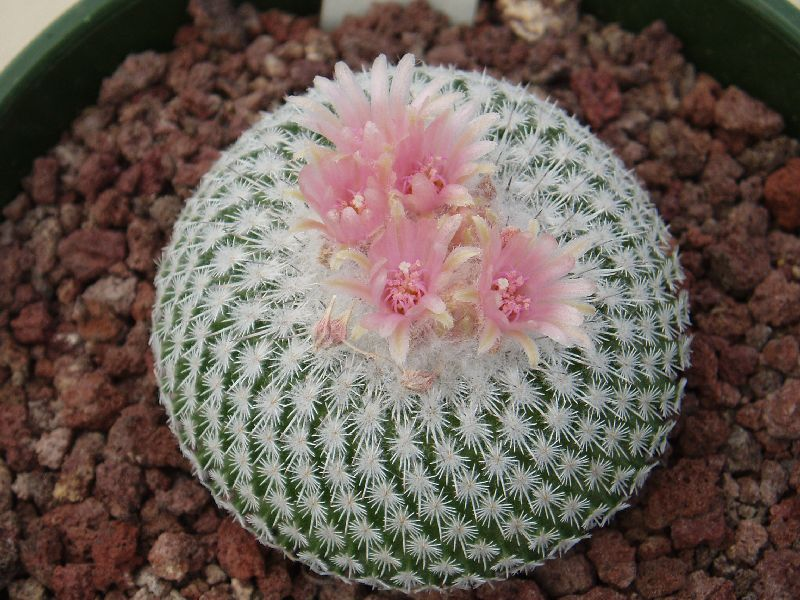
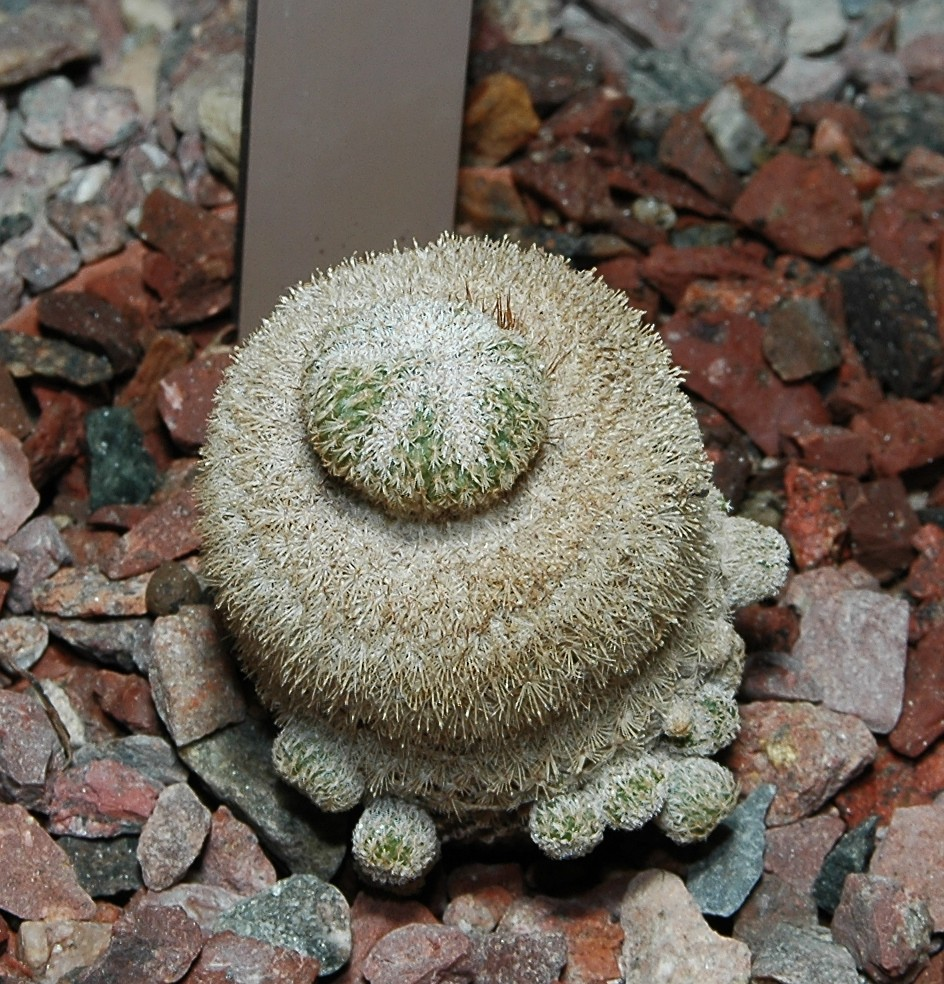
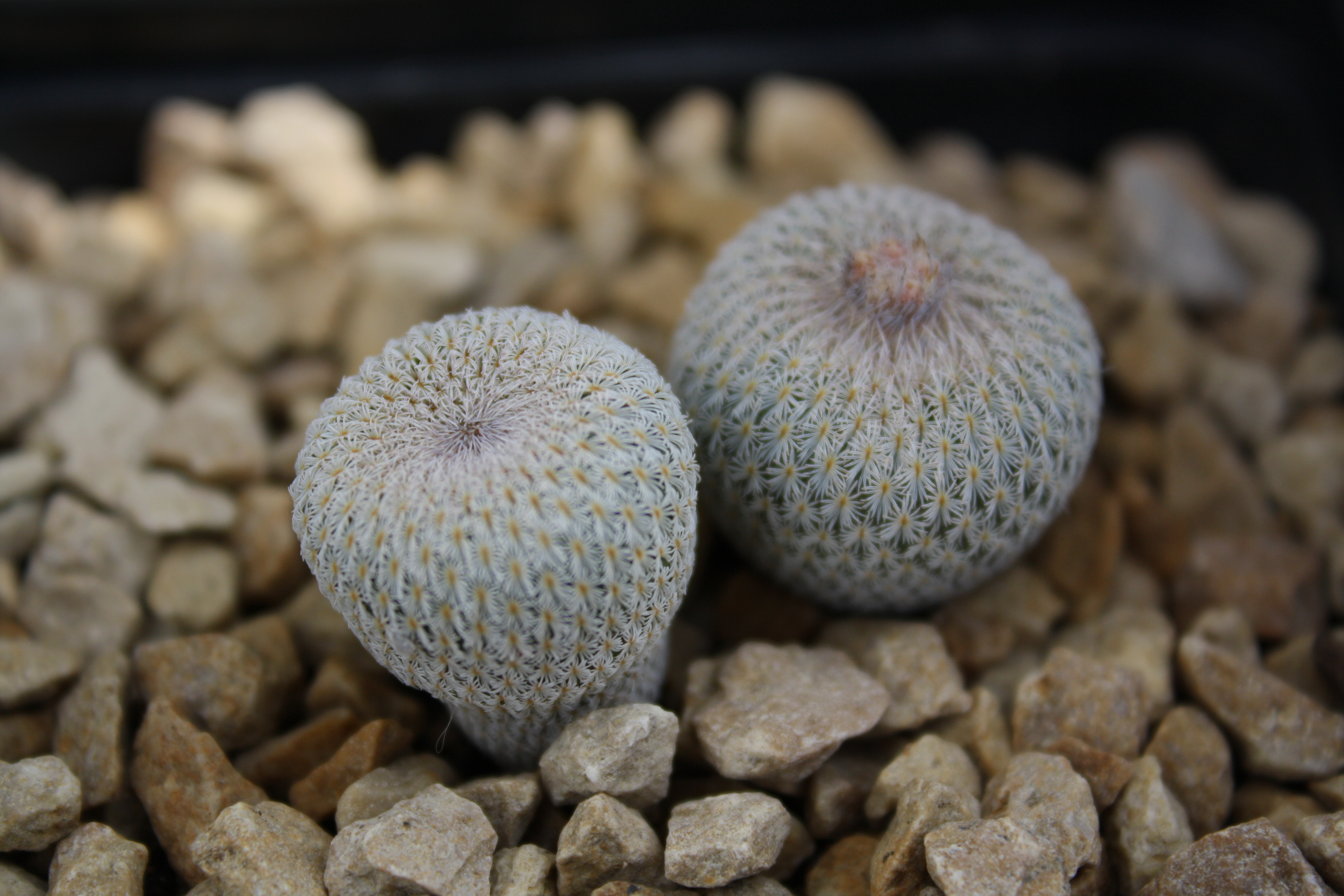
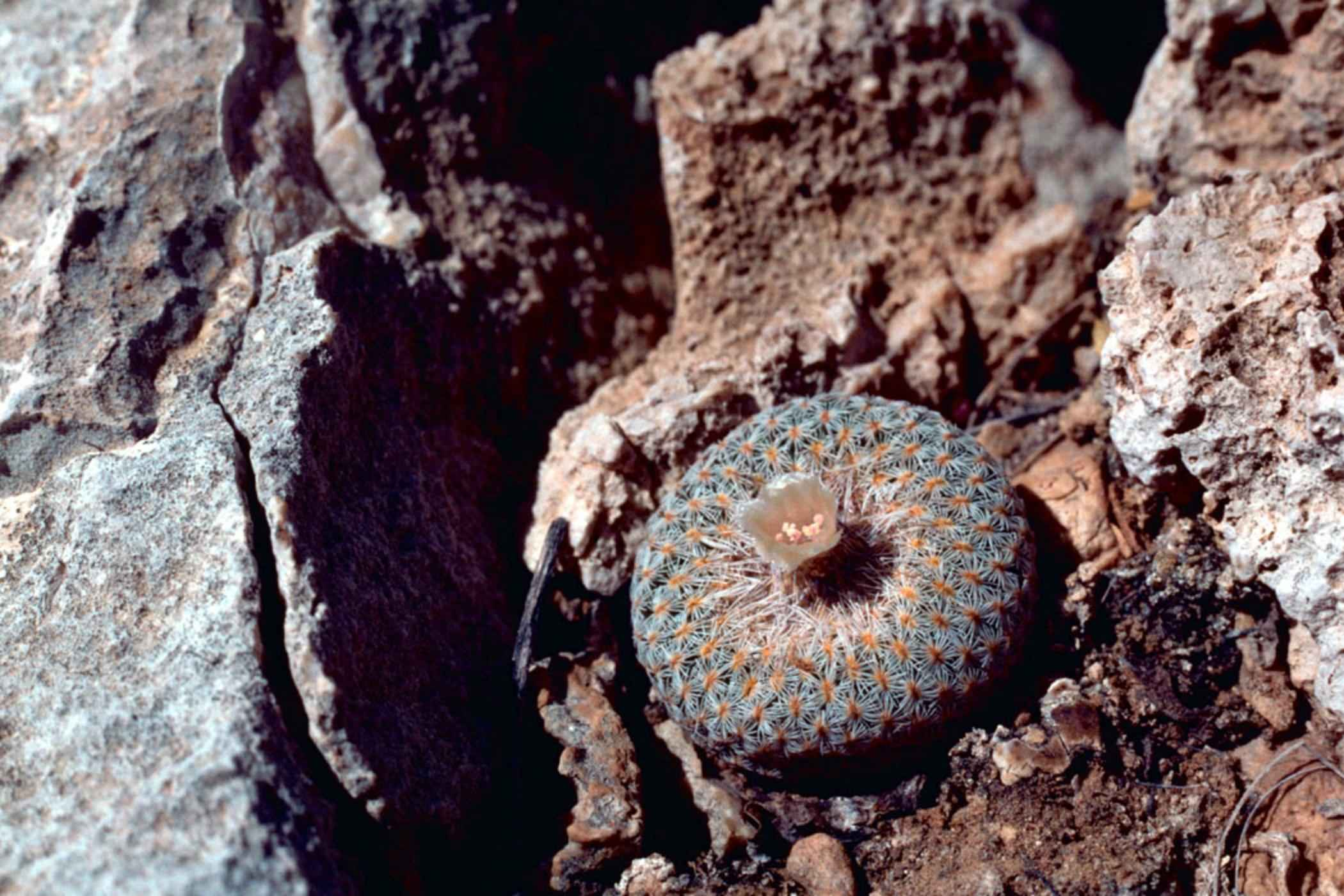